# Elisabet Casanovas
Elisabet Casanovas i Torruella (Sabadell, 15 de diciembre de 1994) es una actriz española conocida principalmente por su papel en la serie de televisión Merlí (Televisión de Cataluña, 2015-2018), donde interpretó al personaje de Tània Illa, una adolescente de bachillerato humanístico.

## Trayectoria
Tras participar en series en línea y cortometrajes, se dio a conocer al gran público tras interpretar a Tània en las tres temporadas de la serie de la televisión autonómica TV3 Merlí. Dicha serie fue, más tarde, doblada al castellano y emitida en la cadena La sexta. En 2016 la plataforma Netflix compró los derechos para emitirla en Estados Unidos y Sudamérica.
Presentó las campanadas de Fin de Año de Televisión de Cataluña del 31 de diciembre de 2016 con el también actor Carlos Cuevas (quien trabajó con Casanovas en la serie Merlí).
En 2018 formó parte del reparto de la serie de TV3 Benvinguts a la familia, interpretando a Paula.En 2020 protagonizó la serie Drama de la plataforma Playz, siendo la primera ficción bilingüe de la plataforma de RTVE. Fue una de las protagonistas de la obra de teatro Carrer Robadors basada en la novela homónima de Mathias Enard y dirigida por Julio Manrique, que tras su buena acogida fue televisada en TV3.
En 2021 se estrenó en el cine con Chavalas, obra prima de Carol Rodríguez Colás.También ese año formó parte del reparto principal de la sitcom de TV3 L'última nit del karaoke, junto a Roser Tapias, Àlex Maruny y Artur Busquets entre otros.Además fue Jimena en la película de Netflix Fuimos Canciones, adaptación de la novela de Elísabet Benavent con el mismo nombre.
En 2022 fue una de las protagonistas de la serie La ruta de Atresplayer, donde interpretó a Nuria Miralles y compartió reparto con Ricardo Gómez, Àlex Monner y Claudia Salas entre otros.
En 2023 vuelve a TV3 para protagonizar Bojos per Molière, una serie ambientada en los años 90 y que sigue la historia de unos alumnos del Institut del Teatre de Barcelona.
A finales de 2024 creó, junto a la también actriz Laia Manzanares, el grupo musical de pop indie Las Grupis.

## Filmografía

### Televisión
| Año         | Título                     | Canal               | Personaje               | Notas                     |
| ----------- | -------------------------- | ------------------- | ----------------------- | ------------------------- |
| 2014        | Imberbe                    | YouTube             | Violeta                 | 6 episodios               |
| 2015 - 2018 | Merlí                      | TV3                 | Tània Illa              | 40 episodios              |
| 2018        | El fantasma de Canterville | TV3                 | Virginia Otis           | Obra de teatro televisada |
| 2018 - 2019 | Benvinguts a la família    | TV3                 | Paula                   | 7 episodios               |
| 2020        | Drama                      | Playz               | África                  | 6 episodios               |
| 2020 - 2021 | Merli; sapere aude         | Movistar Plus+      | Tania Illa              | 16 episodios              |
| 2021        | Carrer Robadors            | TV3                 | Judit                   | Obra de teatro televisada |
| 2021        | Doctor Portuondo           | Filmin              | Abigail                 | 4 episodios               |
| 2021        | L'última nit del karaoke   | TV3                 | Sara                    | 10 episodios              |
| 2022        | La ruta                    | Atresplayer Premium | Nuria Miralles Pont     | 8 episodios               |
| 2023        | Bojos per Moliére          | TV3                 | Kàtia                   | 8 episodios               |
| 2024        | Las abogadas               | La 1                | Cristina Almeida Castro | 6 episodios               |

### Cine
| Año  | Título                   | Personaje | Director                     |
| ---- | ------------------------ | --------- | ---------------------------- |
| 2019 | Ardara                   | Elisabet  | Raimon Fransoy y Xavier Puig |
| 2021 | Chavalas                 | Bea       | Carol Rodríguez Colás        |
| 2021 | Fuimos canciones         | Jimena    | Juana Macías                 |
| 2021 | Las leyes de la frontera | Cristina  | Daniel Monzón                |